# Music for the Masses Tour
Il Music for the Masses Tour è stato un tour musicale del gruppo inglese dei Depeche Mode durante il 1987 e il 1988 per promuovere il sesto album in studio della band Music for the Masses.

## Descrizione
Il tour si è svolto per la maggior parte nei palasport e anfiteatri europei e americani e nei teatri giapponesi. Inoltre, dato il grande successo di Music For The Masses negli Stati Uniti, il quale l'8 marzo del 1988 ha ottenuto il Disco d'oro, il gruppo ha voluto mettere alla prova se stesso decidendo di concludere il tour con un concerto al Rose Bowl di Pasadena, nei pressi di Los Angeles. Il concerto sarà un gigantesco successo, infatti il gruppo riempirà lo stadio attirando una folla di 60,453 spettatori. Il tutto verrà filmato e registrato per il concert film-documentario diretto da D.A. Pennebaker e album dal vivo 101.

## Scaletta
1. Pimpf (intro)
2. Behind the Wheel
3. Strangelove
4. Sacred
5. Something to Do
6. Blasphemous Rumours
7. Stripped
8. Pipeline/Never Turn Your Back on Mother Earth/Somebody
9. The Things You Said/It Doesn't Matter
10. Black Celebration
11. Shake the Disease
12. Nothing
13. Pleasure, Little Treasure/Just Can't Get Enough
14. People Are People/Master and Servant
15. A Question of Time
16. Never Let Me Down Again
17. A Question of Lust
18. Master and Servant/Just Can't Get Enough
19. Everything Counts

## Date
| Data         | Città             | Paese          | Luogo                                | Note                                                                                            |
| ------------ | ----------------- | -------------- | ------------------------------------ | ----------------------------------------------------------------------------------------------- |
| Europa       |                   |                |                                      |                                                                                                 |
| 22/10/1987   | Madrid            | Spagna         | Pabellón de la Ciudad Deportiva      |                                                                                                 |
| 23/10/1987   | Barcellona        | Spagna         | Palau Blaugrana                      |                                                                                                 |
| 25/10/1987   | Monaco di Baviera | Germania Ovest | Olympiahalle                         |                                                                                                 |
| 26/10/1987   | Bologna           | Italia         | PalaDozza                            |                                                                                                 |
| 27/10/1987   | Roma              | Italia         | PalaEur                              |                                                                                                 |
| 29/10/1987   | Torino            | Italia         | PalaRuffini                          |                                                                                                 |
| 30/10/1987   | Milano            | Italia         | PalaTrussardi                        |                                                                                                 |
| 02/11/1987   | Stoccarda         | Germania Ovest | Hanns-Martin-Schleyer-Halle          |                                                                                                 |
| 03/11/1987   | Francoforte       | Germania Ovest | Festhalle                            |                                                                                                 |
| 04/11/1987   | Essen             | Germania Ovest | Grugahalle                           |                                                                                                 |
| 06/11/1987   | Colonia           | Germania Ovest | Sporthalle                           |                                                                                                 |
| 07/11/1987   | Hannover          | Germania Ovest | Messehalle                           |                                                                                                 |
| 09/11/1987   | Berlino Ovest     | Germania Ovest | Deuthschlandhalle                    |                                                                                                 |
| 11/11/1987   | Ludwigshafen      | Germania Ovest | Friedrich-Ebert-Halle                |                                                                                                 |
| 12/11/1987   | Zurigo            | Svizzera       | Hallenstadion                        |                                                                                                 |
| 13/11/1987   | Losanna           | Svizzera       | Halle des Fêtes                      |                                                                                                 |
| 16/11/1987   | Parigi            | Francia        | Palais Omnisports de Paris-Bercy     |                                                                                                 |
| 17/11/1987   | Parigi            | Francia        | Palais Omnisports de Paris-Bercy     |                                                                                                 |
| 18/11/1987   | Parigi            | Francia        | Palais Omnisports de Paris-Bercy     |                                                                                                 |
| Nord America |                   |                |                                      |                                                                                                 |
| 01/12/1987   | Daly City         | Stati Uniti    | Cow Palace                           |                                                                                                 |
| 04/12/1987   | Inglewood         | Stati Uniti    | The Forum                            |                                                                                                 |
| 05/12/1987   | Inglewood         | Stati Uniti    | The Forum                            |                                                                                                 |
| 07/12/1987   | San Diego         | Stati Uniti    | San Diego Sports Arena               |                                                                                                 |
| 08/12/1987   | Chandler          | Stati Uniti    | Compton Terrace                      |                                                                                                 |
| 10/12/1987   | Dallas            | Stati Uniti    | Reunion Arena                        |                                                                                                 |
| 12/12/1987   | Chicago           | Stati Uniti    | The Pavilion                         |                                                                                                 |
| 14/12/1987   | Toronto           | Canada         | Maple Leaf Gardens                   |                                                                                                 |
| 15/12/1987   | Montréal          | Canada         | Forum de Montréal                    |                                                                                                 |
| 17/12/1987   | Fairfax           | Stati Uniti    | Patriot Center                       |                                                                                                 |
| 18/12/1987   | New York City     | Stati Uniti    | Madison Square Garden                |                                                                                                 |
| Europa       |                   |                |                                      |                                                                                                 |
| 09/01/1988   | Newport           | Regno Unito    | Newport Centre                       |                                                                                                 |
| 11/01/1988   | Londra            | Regno Unito    | Wembley Arena                        |                                                                                                 |
| 12/01/1988   | Londra            | Regno Unito    | Wembley Arena                        |                                                                                                 |
| 15/01/1988   | Birmingham        | Regno Unito    | National Exhibition Centre           |                                                                                                 |
| 16/01/1988   | Whitley Bay       | Regno Unito    | Ice Rink                             |                                                                                                 |
| 17/01/1988   | Edimburgo         | Regno Unito    | Playhouse                            |                                                                                                 |
| 19/01/1988   | Manchester        | Regno Unito    | G-MEX Centre                         |                                                                                                 |
| 20/01/1988   | Sheffield         | Regno Unito    | Sheffield City Hall                  |                                                                                                 |
| 21/01/1988   | Bradford          | Regno Unito    | St. Georges Hall                     |                                                                                                 |
| 23/01/1988   | Bournemouth       | Regno Unito    | Bournemouth International Centre     |                                                                                                 |
| 24/01/1988   | Brighton          | Regno Unito    | Brighton Centre                      |                                                                                                 |
| 06/02/1988   | Amburgo           | Germania Ovest | Alsterdorfer Sporthalle              |                                                                                                 |
| 07/02/1988   | Amburgo           | Germania Ovest | Alsterdorfer Sporthalle              |                                                                                                 |
| 09/02/1988   | Dortmund          | Germania Ovest | Westfalenhallen                      |                                                                                                 |
| 10/02/1988   | Oldenburg         | Germania Ovest | Weser-Ems-Halle                      |                                                                                                 |
| 12/02/1988   | Stoccolma         | Svezia         | Johanneshovs Isstadion               |                                                                                                 |
| 13/02/1988   | Göteborg          | Svezia         | Scandinavium                         |                                                                                                 |
| 15/02/1988   | Oslo              | Norvegia       | Drammenshallen                       |                                                                                                 |
| 17/02/1988   | Copenaghen        | Danimarca      | Valby-Hallen                         |                                                                                                 |
| 18/02/1988   | Copenaghen        | Danimarca      | Valby-Hallen                         |                                                                                                 |
| 19/02/1988   | Kiel              | Germania Ovest | Ostseehalle                          |                                                                                                 |
| 21/02/1988   | Bruxelles         | Belgio         | Forest National                      |                                                                                                 |
| 23/02/1988   | Lilla             | Francia        | Espace Foire                         |                                                                                                 |
| 25/02/1988   | Brest             | Francia        | Parc du Penfeld                      |                                                                                                 |
| 26/02/1988   | Nantes            | Francia        | Palais de la Beaujoire               |                                                                                                 |
| 27/02/1988   | Bordeaux          | Francia        | Patinoire Mériadeck                  |                                                                                                 |
| 29/02/1988   | Tolosa            | Francia        | Palais des Sports André-Brouat       |                                                                                                 |
| 01/03/1988   | Montpellier       | Francia        | Le Zénith                            |                                                                                                 |
| 02/03/1988   | Lione             | Francia        | Palais des Sports de Gerland         |                                                                                                 |
| 04/03/1988   | Besançon          | Francia        | Palais des Sports                    |                                                                                                 |
| 05/03/1988   | Strasburgo        | Francia        | Rhénus Sport                         |                                                                                                 |
| 07/03/1988   | Berlino Est       | Germania Est   | Werner-Seelenbinder-Halle            |                                                                                                 |
| 09/03/1988   | Budapest          | Ungheria       | Budapest Sportcsarnok                |                                                                                                 |
| 10/03/1988   | Budapest          | Ungheria       | Budapest Sportcsarnok                |                                                                                                 |
| 11/03/1988   | Praga             | Cecoslovacchia | Sportovní Hala                       |                                                                                                 |
| 13/03/1988   | Vienna            | Austria        | Wiener Stadthalle                    |                                                                                                 |
| Asia         |                   |                |                                      |                                                                                                 |
| 18/04/1988   | Osaka             | Giappone       | Festival Hall                        |                                                                                                 |
| 19/04/1988   | Nagoya            | Giappone       | Koseinenkin Hall                     |                                                                                                 |
| 21/04/1988   | Tokyo             | Giappone       | NHK Hall                             |                                                                                                 |
| 22/04/1988   | Tokyo             | Giappone       | NHK Hall                             |                                                                                                 |
| Nord America |                   |                |                                      |                                                                                                 |
| 29/04/1988   | Mountain View     | Stati Uniti    | Shoreline Amphitheatre               |                                                                                                 |
| 30/04/1988   | Sacramento        | Stati Uniti    | California Exposition & State Fair   |                                                                                                 |
| 02/05/1988   | Seattle           | Stati Uniti    | Seattle Center Coliseum              |                                                                                                 |
| 04/05/1988   | Vancouver         | Canada         | Pacific Coliseum                     |                                                                                                 |
| 05/05/1988   | Portland          | Stati Uniti    | Portland Civic Auditorium            |                                                                                                 |
| 06/05/1988   | Portland          | Stati Uniti    | Portland Civic Auditorium            |                                                                                                 |
| 08/05/1988   | Salt Lake City    | Stati Uniti    | Salt Palace Convention Center        |                                                                                                 |
| 09/05/1988   | Denver            | Stati Uniti    | McNichols Sports Arena               |                                                                                                 |
| 11/05/1988   | Austin            | Stati Uniti    | Frank Erwin Center                   |                                                                                                 |
| 13/05/1988   | Arlington         | Stati Uniti    | Music Mill Amphitheatre              |                                                                                                 |
| 14/05/1988   | Houston           | Stati Uniti    | Southern Star Amphitheater           |                                                                                                 |
| 15/05/1988   | New Orleans       | Stati Uniti    | Lakefront Arena                      |                                                                                                 |
| 17/05/1988   | Cedar Rapids      | Stati Uniti    | Five Seasons Center                  |                                                                                                 |
| 18/05/1988   | Minneapolis       | Stati Uniti    | Cyrus Northrop Memorial Auditorium   |                                                                                                 |
| 20/05/1988   | Hoffman Estates   | Stati Uniti    | Poplar Creek Music Theater           |                                                                                                 |
| 21/05/1988   | Clarkston         | Stati Uniti    | Pine Knob Music Theatre              |                                                                                                 |
| 22/05/1988   | Cincinnati        | Stati Uniti    | Riverbend Music Center               |                                                                                                 |
| 24/05/1988   | Nashville         | Stati Uniti    | Starwood Amphitheatre                |                                                                                                 |
| 25/05/1988   | Austell           | Stati Uniti    | Southern Star Amphitheater           |                                                                                                 |
| 27/05/1988   | Filadelfia        | Stati Uniti    | The Spectrum                         |                                                                                                 |
| 28/05/1988   | Columbia          | Stati Uniti    | Merriweather Post Pavilion           |                                                                                                 |
| 30/05/1988   | Cuyahoga Falls    | Stati Uniti    | Blossom Music Center                 |                                                                                                 |
| 01/06/1988   | East Rutherford   | Stati Uniti    | Brendan Byrne Arena                  |                                                                                                 |
| 03/06/1988   | Wantagh           | Stati Uniti    | Jones Beach Marine Theater           |                                                                                                 |
| 04/06/1988   | Wantagh           | Stati Uniti    | Jones Beach Marine Theater           |                                                                                                 |
| 07/06/1988   | Mansfield         | Stati Uniti    | Great Woods Center                   |                                                                                                 |
| 08/06/1988   | Montréal          | Canada         | Forum de Montréal                    |                                                                                                 |
| 09/06/1988   | Toronto           | Canada         | Canadian National Exhibition Stadium |                                                                                                 |
| 11/06/1988   | Pittsburgh        | Stati Uniti    | A.J. Palumbo Center                  |                                                                                                 |
| 15/06/1988   | Chandler          | Stati Uniti    | Compton Terrace                      |                                                                                                 |
| 18/06/1988   | Pasadena          | Stati Uniti    | Rose Bowl                            | Il concerto è stato filmato e registrato per il concert film/documentario e album dal vivo 101. |

## Incassi e vendite del tour
| Luogo                  | Città     | Biglietti venduti/Disponibili | Incasso    |
| ---------------------- | --------- | ----------------------------- | ---------- |
| The Forum              | Inglewood | 27,133 / 27,133 (100%)        | $461,020   |
| San Diego Sports Arena | San Diego | 11,009 / 11,009 (100%)        | $192,658   |
| Rose Bowl              | Pasadena  | 60,453 / 60,453 (100%)        | $1,360,192 |
| TOTALE                 | TOTALE    | 98,594 / 98,594 (100%)        | $2,013,870 |

## Musicisti
- Dave Gahan - voce
- Martin Gore - sintetizzatori, campionatori, chitarra, melodica, percussioni, cori, voce
- Andy Fletcher - sintetizzatori, campionatori, percussioni, cori
- Alan Wilder - sintetizzatori, campionatori, percussioni, cori